# Préfecture de Lola
La préfecture de Lola est une subdivision administrative de la région de Nzérékoré, en Guinée. Le chef-lieu est la ville de Lola.

## Subdivision administrative
La préfecture de Lola est subdivisée en neuve (9) sous-préfectures: Lola-Centre, Bossou, Foumbadou, Gama Bèrèma, Guéassou, Kokota, Lainé, N'Zoo et Tounkarata,.

## Géographie

### Situation géographique
La préfecture de Lola est limitée au nord par la préfecture de Beyla, au nord-ouest et à l'ouest par la préfecture de N'zérékoré, à l'est par la République de Côte d'Ivoire et au sud par la République du Liberia.

### Relief
Le relief de Lola est essentiellement dominé par les montagnes (dont le mont Nimba culminant à 1 752 m) entre Bossou et N'zoo, les collines et les plaines fluviales.

### Climat
Lola a un climat sub-équatorial dans sa partie méridionale où il pleut presque toute l'année, ce climat devient semi aride au fur et à mesure que vous progressez dans sa partie septentrionale.

### Forêt
La forêt autrefois dense et luxuriante a cédé la place à la forêt claire et à la savane. Néanmoins, on rencontre quelques îlots de forêts au pied du mont Nimba, dans le district de Gäh et Diéré.

### Fleuve
La préfecture de Lola est arrosée par les fleuves de Cavally, de n'gouan, de Férédougouba qui se jettent dans la mer en Côte d'Ivoire.

## Population
En 2017, la population de Lola est évaluée à 188 743 habitants, cette population est essentiellement jeune dont les moins de 15 ans sont plus de 50 % de la population. La commune urbaine a la forte concentration humaine. Les principaux groupes ethniques sont les kônô, guerzé, konianké, manô.

## Religion
L'animisme, le christianisme et l'islam sont les religions dominantes. Cette population est fortement rattachée à la culture ancestrale (l'initiation à la forêt sacrée, l'excision).

## Économie
L'économie de Lola repose sur l'agriculture dont 80 % de sa population sont des agriculteurs. Toutes les sous-préfectures ravitaillent la commune urbaine. Les principaux produits sont le riz, le fonio, le sorgho, le mil, le palmiste, l'arachide, le manioc, la patate, la banane, le café, le cacao, l'hévéaculture en expérimentation dans certains villages.

## Élevage
Dans cette préfecture, l'élevage porte sur les bovins, les ovins, les caprins, les porcins et la volaille.

## Commerce
Le commerce porte essentiellement sur les échanges des produits agricoles dans les marchés hebdomadaires, mais aussi l'exportation des produits vivriers dans les préfectures et pays limitrophes. Lola exporte le riz, la banane, l'huile rouge, le café, les tubercules.

## Routes
Les voies de communication liant les différentes localités sont vétustes, les routes et pistes rurales sont presque impraticables en saison hivernale, l'accès dans certains villages est parfois complexe. Aussi, les routes qui relient la préfecture de Lola aux autres villes sont rares. Les accidents mortels sont souvent constatés, certains villages sont totalement coupés aux autres localités, ce qui ne favorise pas les agriculteurs à acheminer leur production.

## Tourisme
La préfecture regorge beaucoup de sites touristiques qui sont inexploités. C'est le cas de :
- l'aquarium naturel de Gogota;
- la grotte de Gbakoré;
- le pont de liane de Gbötörö;
- le pont naturel sur le fleuve Cavally;
- les fleurs carnivores
- les crapauds géants du mont Nimba;
- les chimpanzés de Bossou.

## Éducation
La préfecture, en plus de l'enseignement pré-universitaire, héberge l'Institut de recherche environnementale de Bossou.